# Momentskruvmejsel

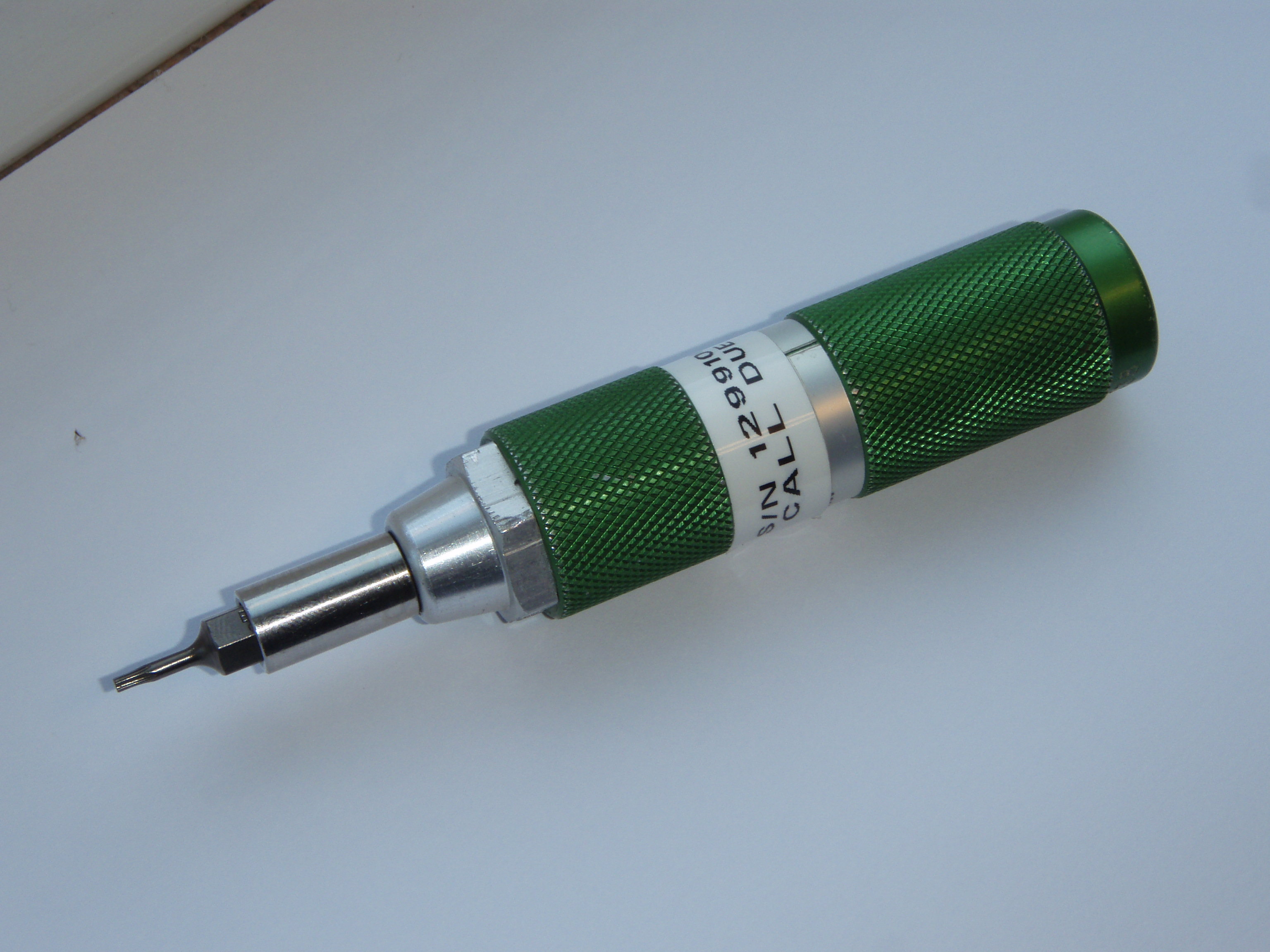
Momentskruvmejsel med torxbits.

Momentskruvmejsel är en skruvmejsel som kan ställas in för att dra åt skruvar med ett bestämt vridmoment för noggranna monteringsarbeten.
En momentskruvmejsel är ofta försedd med verktygshållare för skruvmejselspetsar med 1/4"-sexkantsfäste.